# タワーズ圏谷

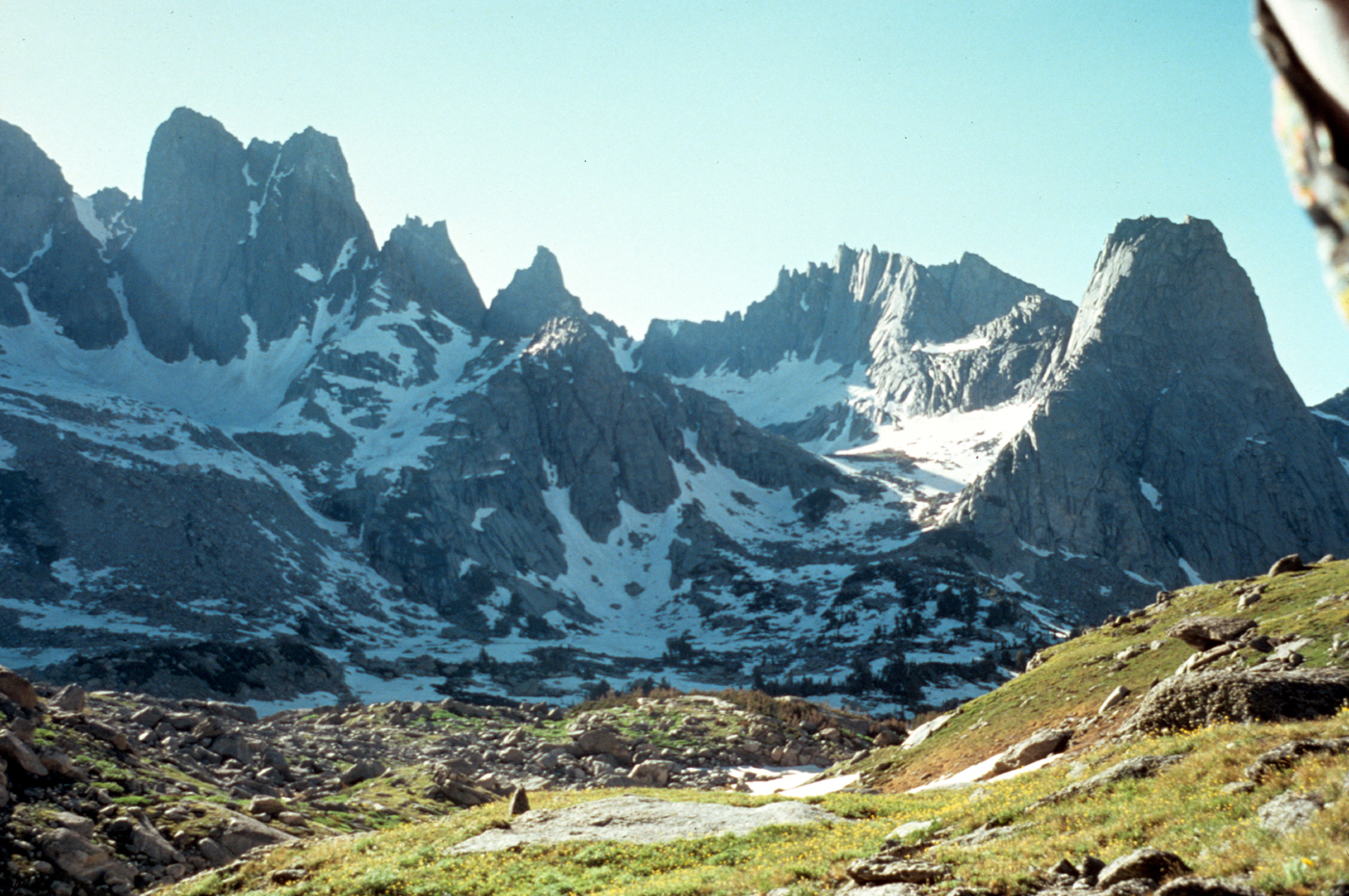
タワーズ圏谷

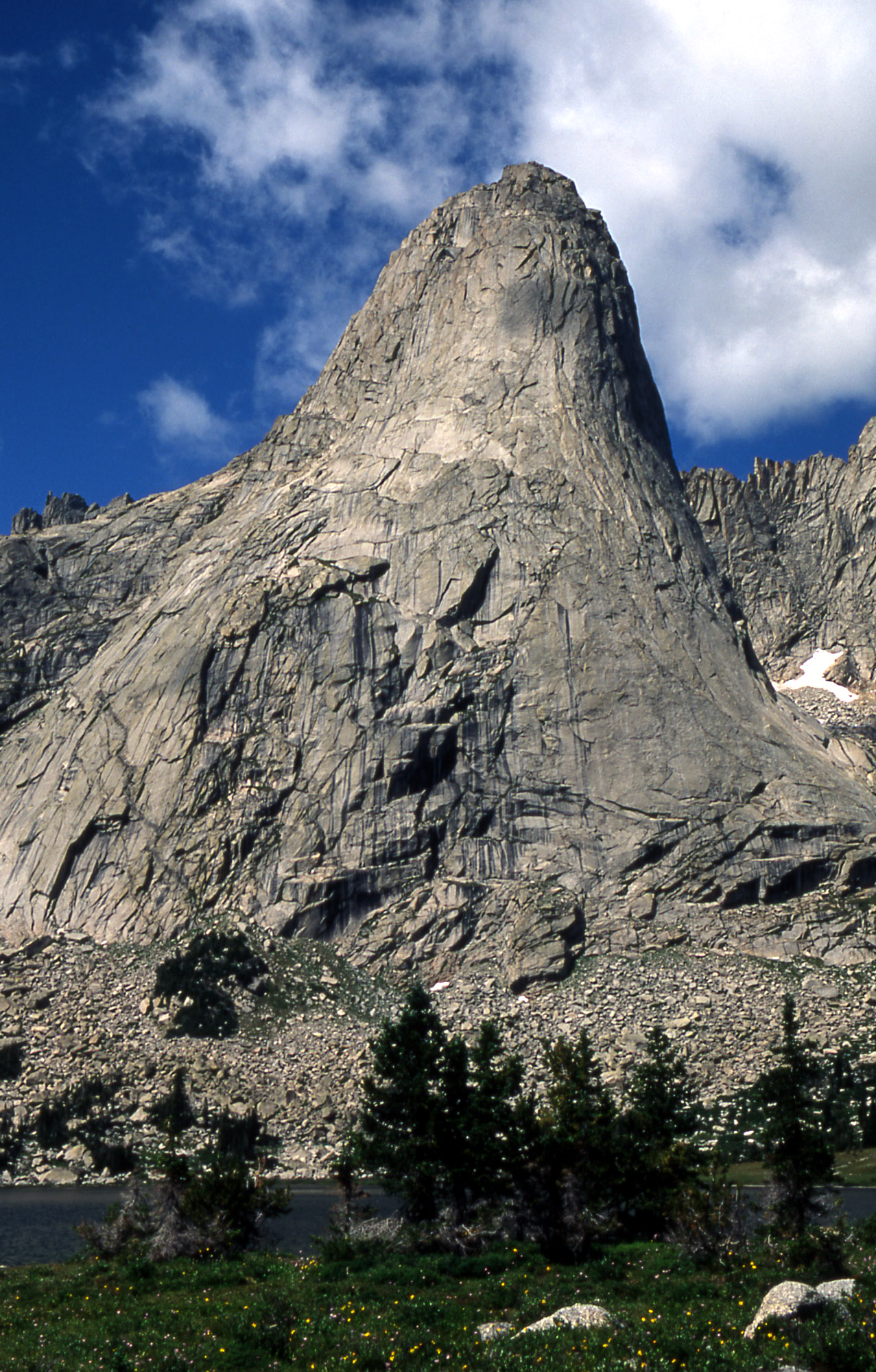
登山家に人気のピンゴラピーク

タワーズ圏谷（タワーズけんこく、英語: Cirque of the Towers）は、米国ワイオミング州のイエローストーン国立公園から拡がるウィンド・リバー山脈にある圏谷で、その一部はブリジャー・ティトン国有林のブリジャー荒野に、残りはショショーネ国有林のポポジャ荒野にある。
この圏谷はウィンド・リバー山脈（略して「ウィンズ」）の南部に位置し、ロッククライマー上級者に大人気の場所だ。クライマーのオーリン・ボニー（Orin Bonney）が、1941年にこの圏谷を調査し、現在の名前をつけた。それ以前は、人里離れた場所にあるため、ここにに足を踏み入れる登山者はほとんどいなかった。この圏谷は、8,000年以上前に後退した氷河によって削られた、ほぼ円形の穴または谷である。ウィンズの他の地域と同様、山はほとんど花崗岩でできている。大陸分水嶺は主峰の頂上にまたがっている。
リザード・ヘッド・ピーク（3,916メートル））が最も高い。圏内にある他の個々の山には、シャークスノーズ、ウォーボンネット、ウォリアー・ピーク、ウルフズ・ヘッド、ピンゴラ・ピークなどがある。難易度（American YDS grade）は5.1から5.11aまで、何百ものルートから選ぶことができ、山は主に花崗岩で構成されているため、良いアンカーがある。ここのクライミングには、ステックとローパー著『Fifty Classic Climbs of North America』で紹介されている２か所があり、ピンゴラの北東壁（IV、5.9）とウルフズ・ヘッドの東稜（III、5.6）である。

## 参照項目
- アイスバーグ湖（英語版）